# Lygomusotima constricta
Lygomusotima constricta is een vlinder uit de familie van de grasmotten (Crambidae). De wetenschappelijke naam van de soort is voor het eerst gepubliceerd in 2004 door Maria Alma Solis en Shen-Horn Yen.
De voorvleugellengte varieert van 6 tot 7 millimeter.
De soort komt voor in de Filipijnen (Luzon).